# USS Arleigh Burke (DDG-51)
USS Arleigh Burke (DDG-51) je americký torpédoborec třídy Arleigh Burke. Je první postavenou jednotkou své třídy. Postaven byl v letech 1988–1991 loděnicí Bath Iron Works ve městě Bath ve státě Maine. Torpédoborec byl objednán v roce 1985, dne 6. prosince 1988 byla zahájena jeho stavba, hotový trup byl spuštěn na vodu 16. září 1989 a 4. července 1991 byl Arleigh Burke zařazen do služby.

## Služba

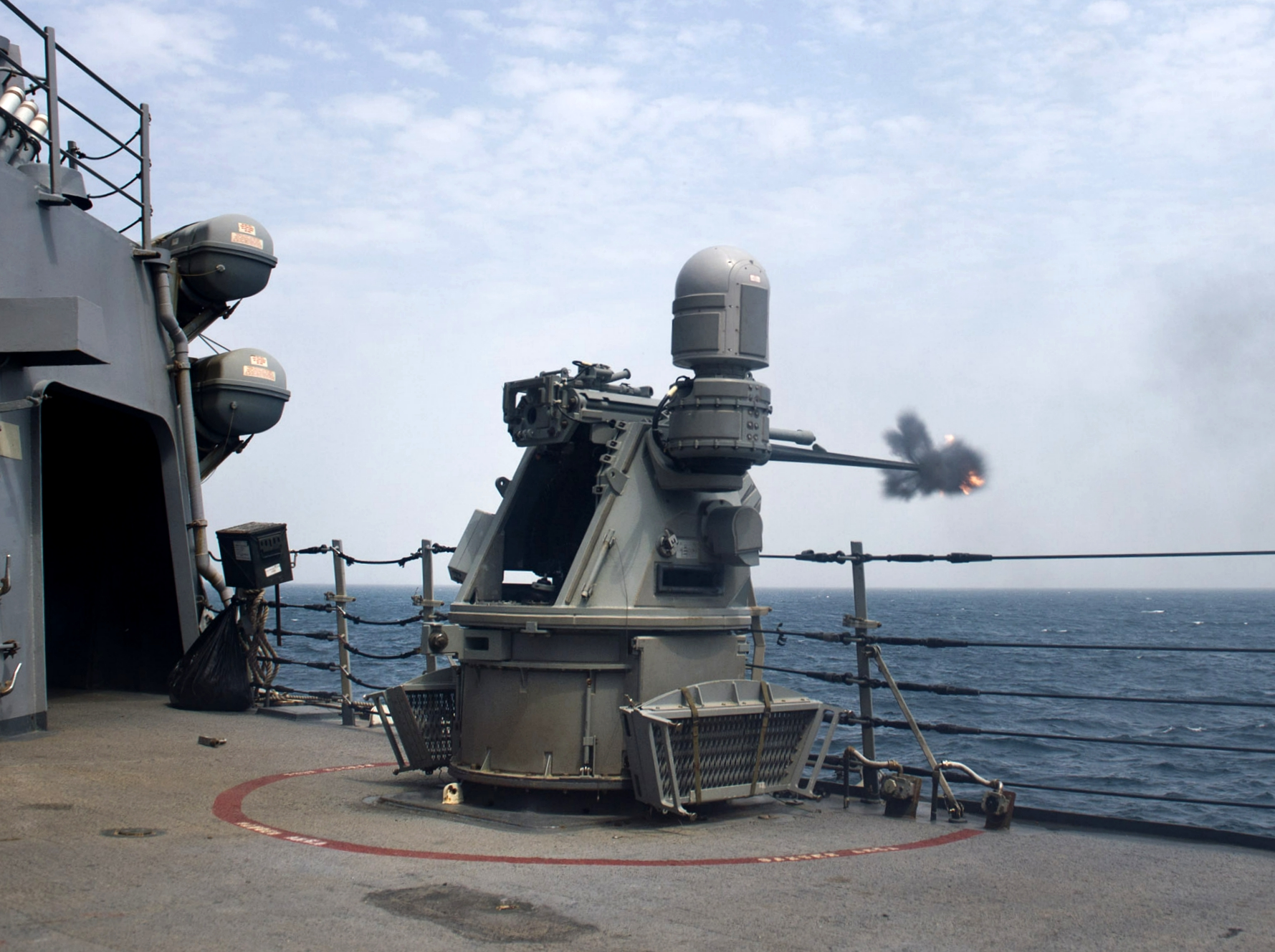
Automatický kanón M242 Bushmaster při palbě

Po uvedení do služby byl torpédoborec poprvé roku 1993 nasazen ve Středomoří. Při druhém nasazení se roku 1995 podílel na kontrole bezletové zóny nad Bosnou a Hercegovinou. Třetí nasazení bylo od roku 1998 ve Středozemním, Jaderském a Černém moři. Čtvrté nasazení bylo od roku 2000 ve Středozemí, Rudém moři a v Perském zálivu. Arleigh Burke v té době například napomáhal prosazení sankcí vůči Iráku. V dubnu 2001 se v rámci bojové skupiny letadlové lodě USS Harry S. Truman účastnil operace Southern Watch. Během svého pátého nasazení od roku 2003 byl Arleigh Burke zařazen do bitevní skupiny okolo letadlové lodě USS Theodore Roosevelt podílející se na invazi do Iráku a Operaci Trvalá svoboda.